# Шевченко Віталій Володимирович (філософ)
Шевченко Віталій Володимирович — філософ, філолог, бібліограф, музеєзнавець, доктор філософських наук, професор, провідний науковий співробітник відділу філософії релігії Відділення релігієзнавства Інституту філософії імені Г. С. Сковороди НАН України (за основним місцем роботи), професор кафедри богослів'я Київської православної богословської академії (за сумісництвом), почесний професор Відкритого міжнародного університету розвитку людини «Україна». Викладач філософії та логіки в Київській православній богословській академії.

## Біографія
Шевченко Віталій Володимирович — . Кандидат філологічних наук (1996 р.), доктор філософських (2004 р.) наук, професор.
09.1969 — 04.1973 — студент агрономічного відділення Мигійського радгоспу-технікуму.
04.1973 — 05.1975 — служба в лавах Збройних Сил СРСР.
05.1975 — 10. 1976 — бригадир колгоспу ім. Щорса Миколаївської області
05.1975 — 08.1977 — слухач підготовчого відділення Київського державного педагогічного інституту ім. О. М. Горького.
09.1977 — 07.1981 — студент Київського державного педагогічного інституту ім. О. М. Горького
08.1981 — 01.1985 — учитель середніх шкіл м. Чойбалсан та м. Улан — Батор (Монгольська Народна Республіка)
03.1985 — 07.1985 — викладач російської мови та літератури Курського педагогічного училища (Росія)
07.1985 — 07.1986 — учитель російської мови та літератури школи — інтернату № 3 м. Києва
07.1986 — 04.1987 — молодший науковий співробітник Національного музею літератури України.
04.1987 — 08.1987 — старший науковий співробітник Національного музею літератури України
08.1987- 03.1988 — завідувач сектора Національного музею літератури України
03.1988   — 10.1991 — учений секретар Національного музею літератури України
10.1991 — 07.2005 — завідувач сектора Національного музею літератури України
08.2005   — 01.2006 — завідувач відділу Національного музею літератури України
01.2006 — дотепер — провідний науковий співробітник Інституту філософії імені Г. С. Сковороди НАН України за конкурсом.
Викладав за сумісництвом у Відкритому міжнародному університеті розвитку людини «Україна» (2004—2008), а також у Київській православній богословській академії (2006—2009, 2013 — дотепер), де, відповідно, обіймав посади професора кафедри документознавства й інформаційної діяльності, а також професора кафедри богослів'я Київської православної богословської академії.

## Інші види діяльності
Викладач Вищої філософської школи при Інституті філософії ім. Г. С. Сковороди НАН України.
Куратор теоретичного семінару при Відділенні релігієзнавства Інституту філософії ім. Г. С. Сковороди НАН України (2009—2015).
Член редакційної колегії бюлетня Української асоціації релігієзнавців і Відділення релігієзнавства Інституту філософії ім. Г. С. Сковороди НАН України (2008—2015).
Член редакційної ради міжнародного часопису «Идеи» (Софія, Болгарія).
Член редакційної ради міжнародного видання «AUSPICIA» (Прага).
Член Спеціалізованої вченої ради Відділення релігієзнавства Інституту філософії імені Г. С. Сковороди НАН України (2008—2015).
Член Спеціалізованої вченої ради Інституту українознавства (2009—2011).
Член Спеціалізованої вченої ради Чернівецького університету імені Ю. Федьковича (2012—2014 р.).
Член центрального правління Українського біблійного товариства (2007—2015).
Член Української асоціації релігіє знавців (2007—2015).
Підготував три кандидати наук (прот. Богдан Бойко, О. І. Ющишин, Л. В. Халезова).
Науковий консультант докторанта КПБА прот. Михайла Сивака.
Учасник багатьох конференцій, симпозіумів, круглих столів різного рівня презентаційності.

### Монографії
- Православно-католицька полеміка та проблеми унійності в житті Руси-України доберестейського періоду". — К. : Преса України, 2002. — 416 с.
- Україна духовна: постаті, події, явища. — К. :  Світ Знань, 2008. — 572 с.
- Православ'я в Україні і цивілізаційні виклики: історія та сучасність. — К. : Видавничий відділ УПЦ Київського Патріархату, 2013. — 639, [1].

### Колективні монографії
- Релігія — світ — Україна. — К., 2010—2012. — Кн. І — ІІІ.
- Вопросы религии и религиоведения. Антология. — Москва, 2010. — Вып. 6.
- Релігія в контексті духовного життя. — К., 2012.

### Співавтор
- серії наукових збірників «Україна — Ватикан».
- Музеєзнавство: навчальний посібник для дистанційного навчання. — К., 2007. — 286, [5] с.
- Григорій Сковорода. 1722—1794 : Бібліографічний покажчик — К., 2002. — 135 с.
- Українські гуманісти епохи Відродження. У 2-х т. — К., 1995 — співукладач.